# Loma Prieta (гурт)
Loma Prieta — американський хардкор-панк-гурт, заснований 2005 року в місті Сан-Франциско, Каліфорнія. Колектив був названий на честь землетрусу Лома-Прієта 1989 року. Більша частина раннього матеріалу гурту було випущено на їхньому лейблі під назвою Discos Huelga.

## Учасники гурту
Теперішні учасники
- Шон Лірі — гітара, вокал (2005—дотепер)
- Валеріано Сауседо — ударні (2005—дотепер)
- Брайан Канагакі — гітара, бек-вокал (2008—дотепер), бас-гітара (2008—2011)
- Джеймс Сібоні — бас-гітара (2014—дотепер)

Колишні учасники
- Девід Фанг — вокал, гітара (2005—2007)
- Деррік Чао — гітара (2005—2009)
- Джейк Спек — бас-гітара (2011—2014)

## Дискографія

### Студійні альбоми
- Last City (2008)
- Dark Mountain (2009)
- Life/Less (2010)
- I.V. (2012)
- Self Portrait (2015)
- Last (2023)

### Міні-альбоми
- Our LP Is Your EP (2006)
- Matrimony (2007)
- Loma Prieta / Raein (спліт із Raein) (2013)[2]

### Сингли
- «Love»/«Trilogy 0 (Debris)» (2015)[3]
- «Continuum»/«Fate» (2020)[4]

### Музичні відео
- «Trilogy 4 'Momentary'» (2011)
- «Fly by Night» (2012)
- «Love» (2015)[5]